# 八森岩館県立自然公園
八森岩館県立自然公園（はちもりいわだてけんりつしぜんこうえん）は、秋田県北部、八峰町沿岸部に位置する県立自然公園。1964年（昭和39年）7月16日指定。2004年に秋田白神県立自然公園が指定されたことで、一部の領域が変更された。

## 概要
旧八森町の沿岸部を中心に、海岸線から沖合い1kmまでを領域とする。広さは2,179ha。海岸線は礒浜が続き日本海に沈む夕日の景勝地である。また釣りや海水浴でも賑わう。
1952年（昭和27年）6月20日「八森岩館海岸」は秋田魁新報社主催の第一回秋田県観光三十景(有効投票約百九十五万票)では第23位(三万六千一百七十七票)に選出された。

## 主な景勝

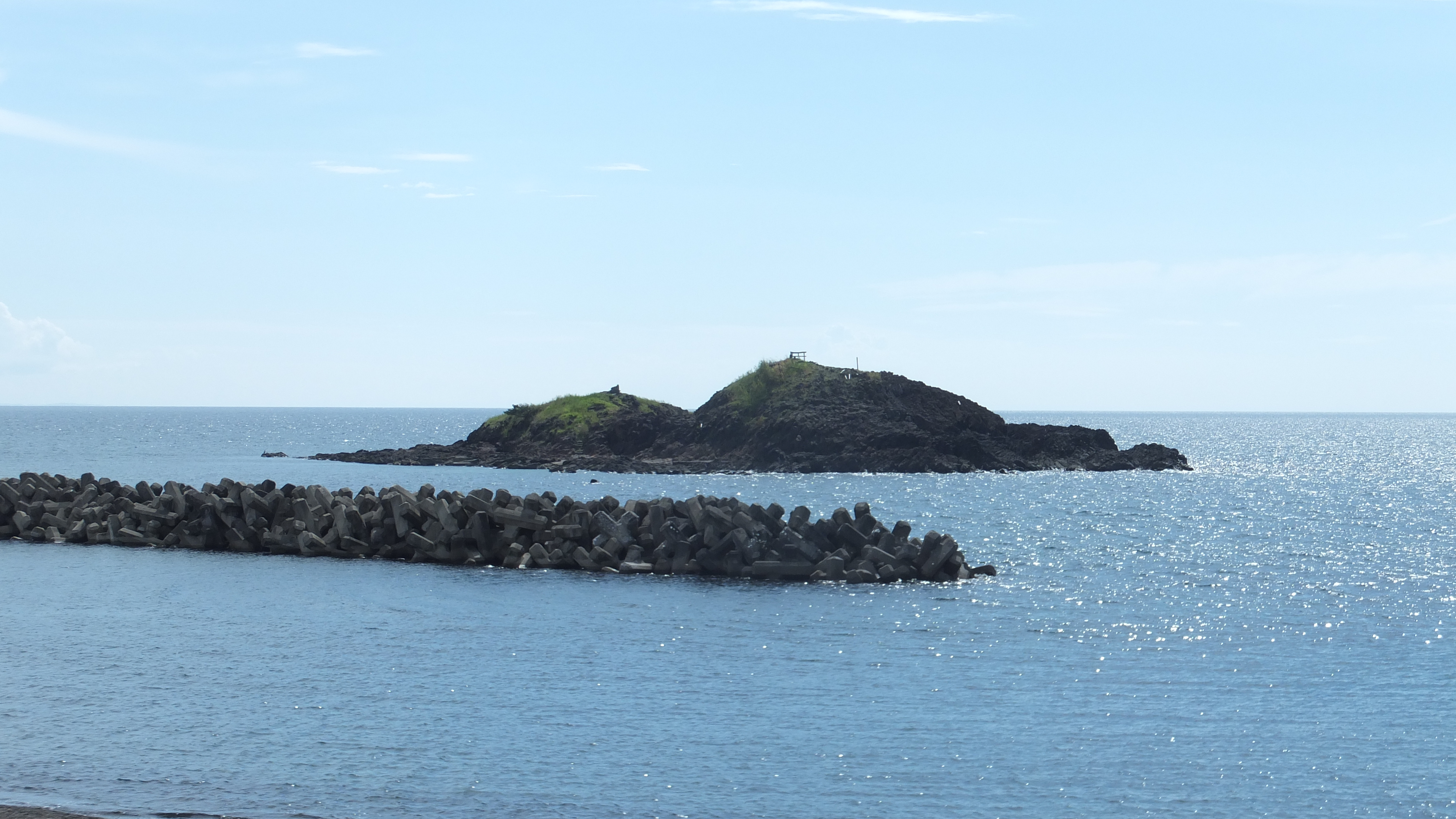
雄島

- 雄島 (秋田県)（八峰町の花火大会はここから打ち上げられる）
- 立岩
- チゴキ崎

## 海水浴場

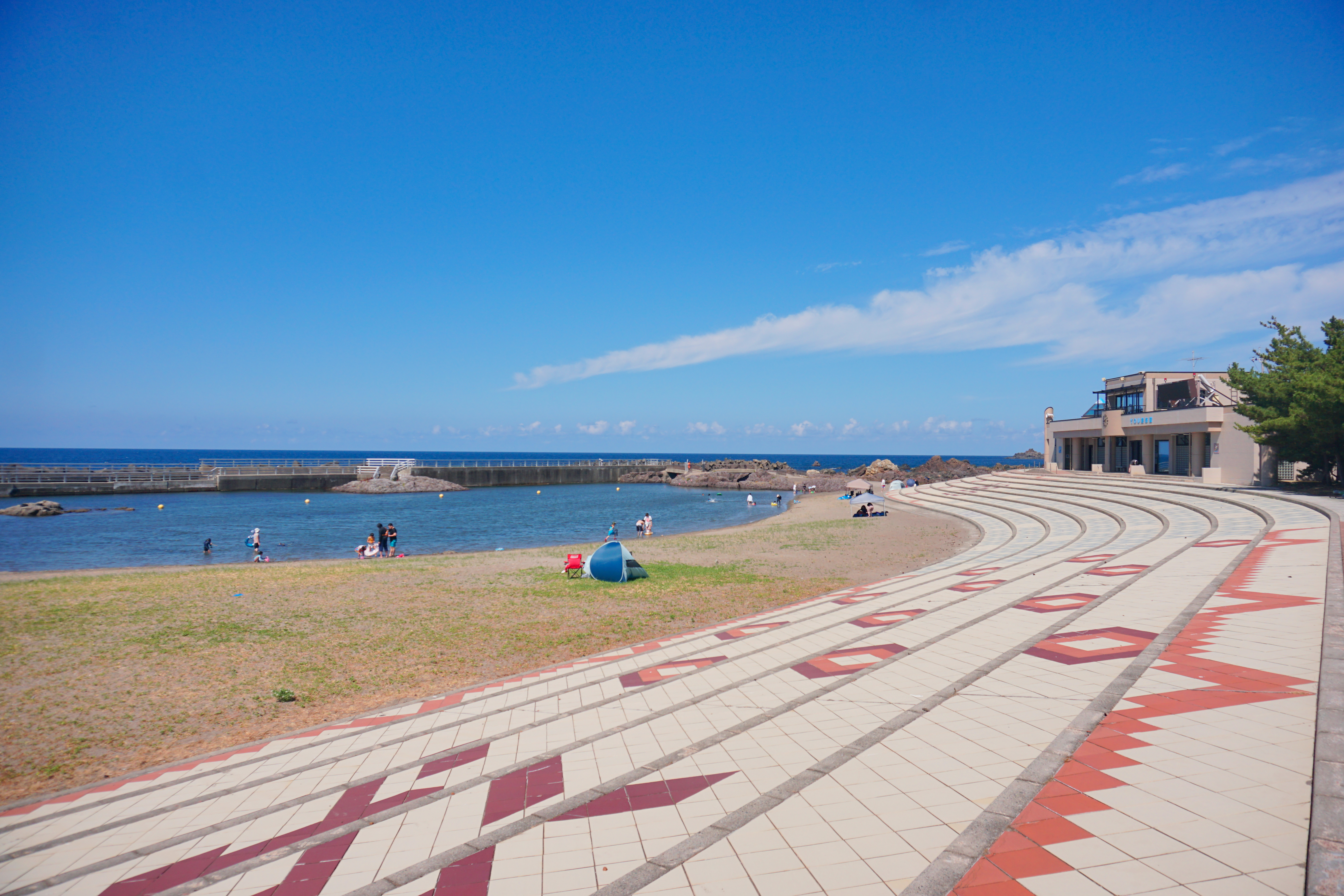
岩館海水浴場

- 岩館海水浴場[1]
- 滝ノ間海水浴場[1]